# Austin da Luz
Austin da Luz (nascut el 9 d'octubre de 1987 a San Diego) és un futbolista estatunidenc, que actualment juga als New York Red Bulls.